# Hanwha Ocean
Hanwha Ocean ist ein im Schiffbau tätiges Unternehmen aus Südkorea, das bis Mai 2023 unter dem Namen Daewoo Shipbuilding & Marine Engineering (DSME) firmierte.

## Geschichte
Im Jahr 1973 wurde der Grundstein für eine Werft im südkoreanischen Okpo gelegt und das Unternehmen als Korea Shipbuilding & Engineering gegründet, ehe es dann im Jahr 1978 als Daewoo Shipbuilding & Heavy Machinery (DSHM) Teil des südkoreanischen Mischkonzerns Daewoo wurde.

Ehemaliges Logo von DSME

Nach dem Kollaps des Mutterkonzerns wurde Daewoo Shipbuilding & Marine Engineering (DSME) im Jahr 2000 als eigenständiges Unternehmen ausgegründet. Im Zuge dieser Umstrukturierung wurde die Korea Development Bank Mehrheitseigner.
Im Februar 2012 erhielt das Unternehmen einen Großauftrag zum Bau von vier Trossschiffen für die Royal Navy.
DSME baute unter anderem die Containerschiffe der American-New-York-Klasse, der Triple-E-Klasse, der Dublin-Express-Klasse, der Santa-Klasse (2010), der Toronto-Express-Klasse und der Stand 2015 größten Containerschiffs-Klasse der Olympic-Serie. Ebenso baute DSME das Containerschiff CMA CGM Vela, den Autotransporter Don Carlos und die Öltanker Sirius Star und Limburg.
DSME hat den Auftrag für die erste Flüssiggas-FPSO erhalten.
2009 übernahm DSME den deutsch-amerikanischen Windenergieanlagenhersteller DeWind.
Im Januar 2022 untersagte die Europäische Kommission die Übernahme von DSME durch Hyundai Heavy Industries nach der EU-Fusionskontrollverordnung. Der Zusammenschluss der beiden südkoreanischen Schiffbauunternehmen hätte zu einer beherrschenden Stellung des neu aufgestellten Unternehmens geführt und den Wettbewerb auf dem Weltmarkt für den Bau großer Flüssigerdgastanker eingeschränkt.
Am 24. Mai 2023 schloss der südkoreanische Mischkonzern Hanwha die Übernahme von Daewoo Shipbuilding & Marine Engineering ab und benannte das Unternehmen in Hanwha Ocean um.

## DeWind

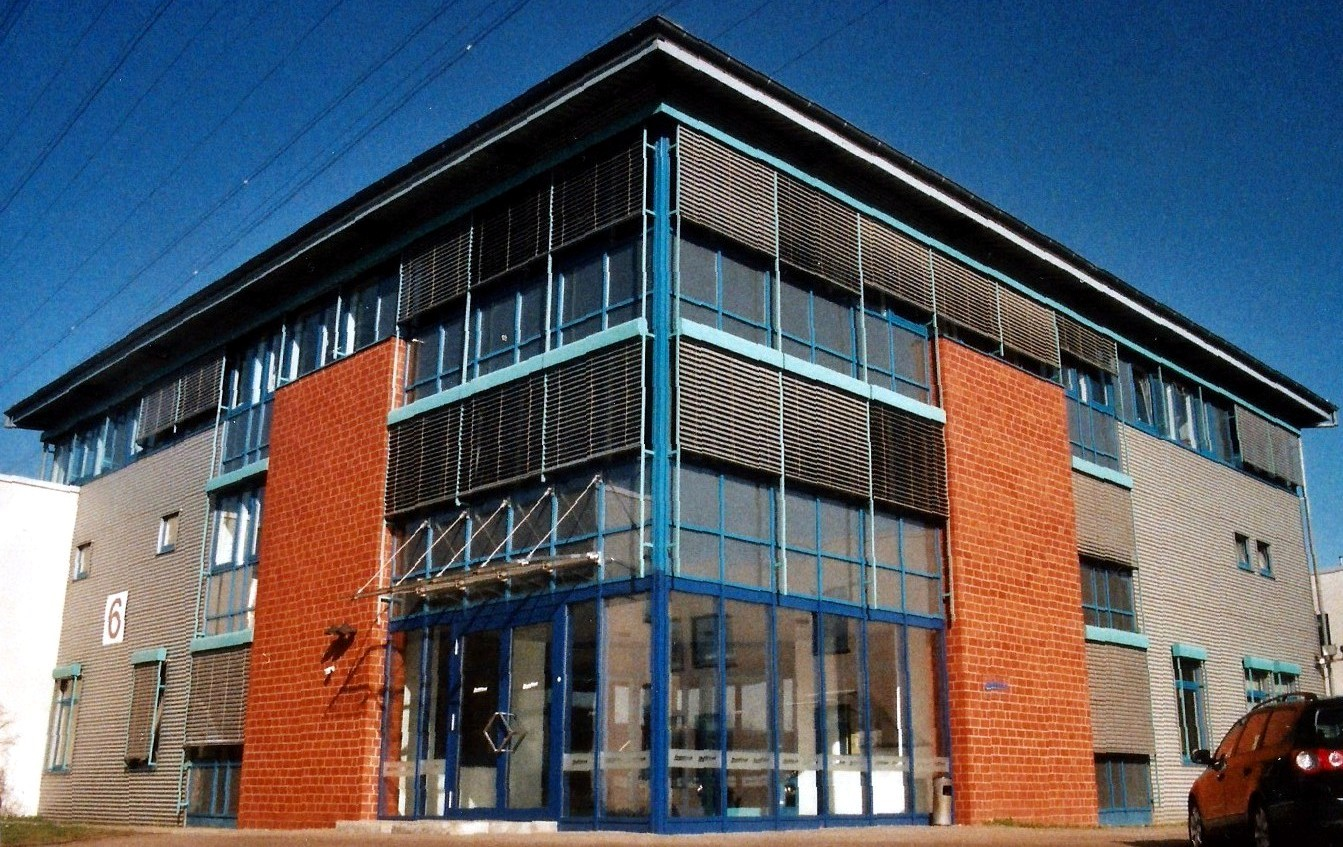
DeWind Europe GmbH in Lübeck

Der Windkraftanlagenhersteller DeWind wurde 1995 in Lübeck (Deutschland) gegründet. Als DeWind AG wurde das Unternehmen Teil des Neuen Marktes.
2007 wurde das Unternehmen eine Tochter der Composite Technologie Corp. (Texas).
2009 wurde diese eine Tochter des Daewoo Shipbuilding and Marine Engineering (DSME). DeWind firmierte nun als DeWind Europe GmbH (DWE).
Zum 1. Juli 2014 wurde das Unternehmen nach Hamburg verlegt. Kein Jahr später wurde auf Druck der Gläubigerbanken des DSME-Konzerns die Liquidation der amerikanischen Tochter und somit auch der DWE eingeleitet.
Im Dezember 2017 wurde die DeWind Europe GmbH aus dem deutschen Handelsregister gelöscht. Ebenfalls betroffen war die direkte amerikanische Muttergesellschaft DeWind Co. in Irving (Texas).
Von dem Unternehmen wurden über 900 Anlagen mit einer Gesamtkapazität von über 1600 MW Leistung aufgestellt.
Anlagentypen:
- D4 500 kW / 600 kW seit 1996
- D6 1.0 MW / 1.25 MW seit 1999 (3 dieses Typs brannten 2012, 2017 und 2021 in Gols, Burgenland.)
- D8 2.0 MW seit 2002